# Geschichte Europas

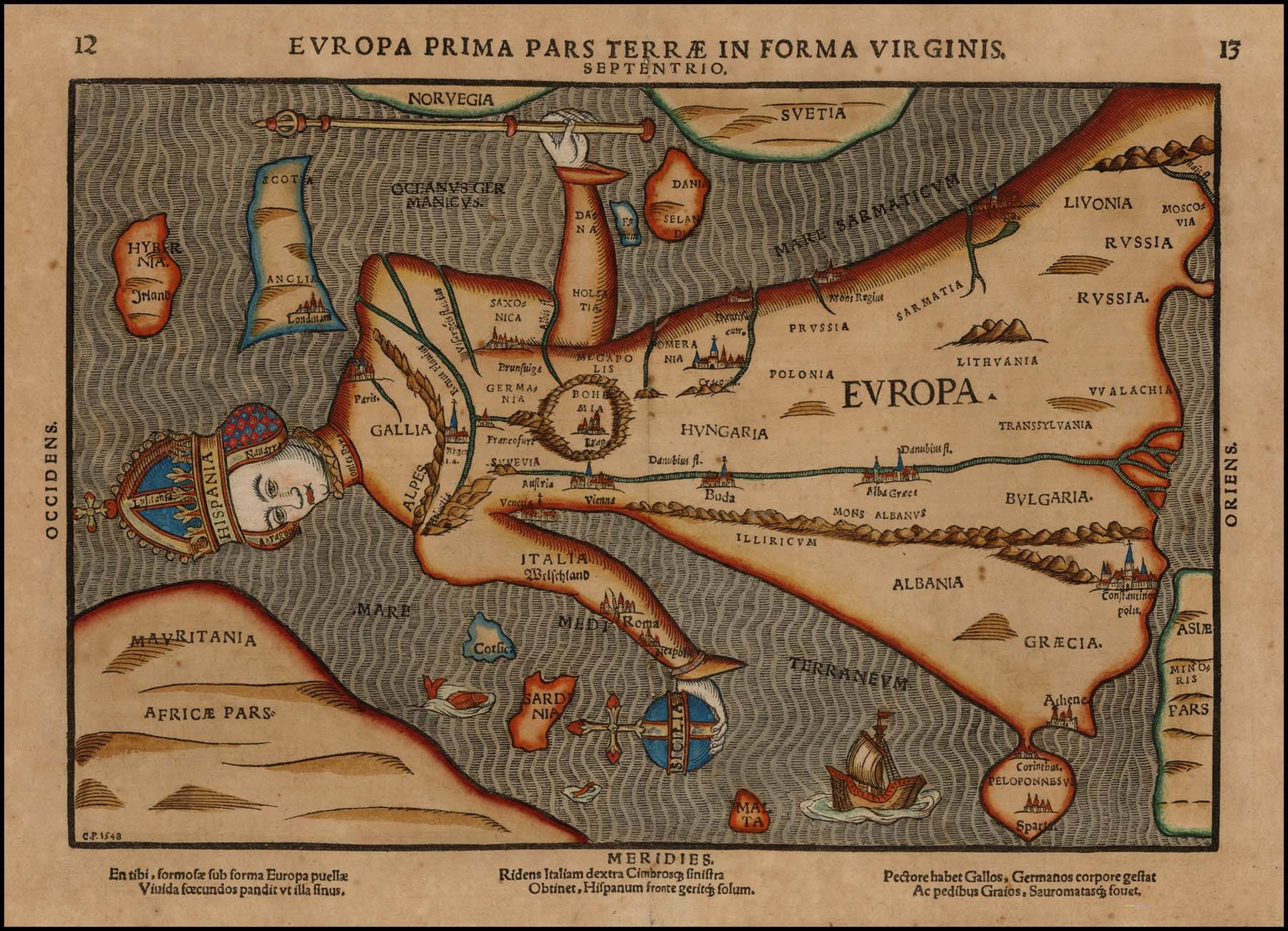
Europa Regina in Heinrich Büntings Itinerarium Sacrae Scripturae (1582)

Die Geschichte Europas ist eine Migrationsgeschichte, von der ersten Besiedlung über die Eiszeiten hinweg bis zur Gegenwart. Heutige Europäer, egal aus welchem Land, sind eine genetische Mischung von Einwanderern aus Afrika, dem Nahen Osten und der russischen Steppe.
Die klassische Antike begann im antiken Griechenland, das im Allgemeinen als der Beginn der westlichen Zivilisation angesehen wird und einen immensen Einfluss auf Sprache, Politik, Erziehungssysteme, Philosophie, Naturwissenschaften und Künste ausübte. Die griechische Kultur, die sich während des Hellenismus über weite Teile der östlichen Mittelmeerwelt ausgebreitet hatte, wurde vom Römischen Reich übernommen, das sich nach der Eroberung Italiens seit dem 3. Jahrhundert v. Chr. von Italien aus nach und nach über den gesamten Mittelmeerraum ausbreitete und im frühen 2. Jahrhundert n. Chr. seine größte Ausdehnung erreichte. Der römische Kaiser Konstantin der Große förderte mit der konstantinischen Wende den Aufstieg des Christentums zur Staatsreligion im Imperium und verlegte seine Residenz in den Osten des Reiches nach Konstantinopel, dem heutigen Istanbul.
Nach dem Untergang des Weströmischen Reiches 476 blieben große Teile Südosteuropas im Machtbereich des Oströmischen Reiches (Byzanz), während das Gebiet des früheren Weströmischen Reiches im Laufe der Völkerwanderung eine instabile Zeit durchlebte und sich hier mehrere germanisch-romanische Reiche bildeten. Karl der Große, 800 vom Papst zum Kaiser (im Westen) gekrönt, beherrschte große Teile Westeuropas, das jedoch bald darauf von Wikingern, Muslimen (islamische Expansion bereits seit dem 7. Jahrhundert) und Magyaren (Ungarneinfälle) angegriffen wurde. Das Paderborner Epos, ein Werk der das Abendland erfassenden Karolingischen Renaissance, erklärte ihn zum „Vater Europas“ (pater Europæ). Im weiteren Verlauf des Frühmittelalters entstanden eine Reihe neuer Reiche in Europa und es fand eine Umformung des römischen Erbes statt. Das europäische Mittelalter war unter anderem geprägt von der Entstehung des Lehnswesens, einer ständischen Herrschaftsordnung und einer starken Rolle der christlichen Religion in Kultur und Alltag. Der Mongolensturm in der Mitte des 13. und die Pestepidemie in der Mitte des 14. Jahrhunderts versetzten dem europäischen Feudalsystem schwere Schläge.
Die Renaissance, das erneute kulturelle Aufleben der griechisch-römischen Antike, begann im 14. Jahrhundert in Florenz. Die Ausbreitung des Buchdrucks, ausgehend von der Erfindung der Druckerpresse durch Johannes Gutenberg in Mainz, förderte die Bewegungen des Humanismus und der Reformation. Das Zeitalter der Reformation und Gegenreformation war von zahlreichen Religionskriegen gekennzeichnet, die ihren Abschluss im Dreißigjährigen Krieg und dem Westfälischen Frieden 1648 fanden. Die christliche Reconquista Spaniens und Portugals führte zum Zeitalter der Entdeckungen in Nord- und Südamerika, Afrika und Asien, zum Aufbau europäischer Kolonialreiche sowie zum „Columbian Exchange“, dem Austausch von Pflanzen und Tieren zwischen der östlichen und westlichen Hemisphäre.
Die industrielle Revolution, ausgehend von Großbritannien, förderte die Mechanisierung der Arbeitsprozesse und den internationalen Handel. Die Aufklärung forderte die Gewaltenteilung. Sie war der Vorbote der Französischen Revolution von 1789, aus welcher als neuer Herrscher Frankreichs Napoleon hervorging, der bis 1815 mehrere Kriege führte.
Die erste Hälfte des 19. Jahrhunderts war von weiteren Revolutionen gekennzeichnet, aus denen das Bürgertum und die Arbeiterklasse in Frankreich und England gestärkt hervorgingen. 1861 entstand das Königreich Italien und 1871 das Deutsche Reich als Nationalstaaten, wie die meisten damaligen Staaten Europas in Form von konstitutionellen Monarchien. Gegen Ende des 19. Jahrhunderts verstärkte sich im Zuge des Imperialismus der Konkurrenzkampf der europäischen Großmächte, bis zum Ausbruch des Ersten Weltkriegs 1914. Die russische Oktoberrevolution von 1917 führte zur Bildung der kommunistischen Sowjetunion. Die Unzufriedenheit mit den Ergebnissen des Ersten Weltkriegs sowie die Weltwirtschaftskrise von 1929 begünstigten den Aufstieg des Nationalsozialismus in Deutschland, des Faschismus in Italien, des Franquismus in Spanien und führten letztlich zum Zweiten Weltkrieg.
Nach dem Kriegsende im Jahr 1945 war Europa in der Periode des Kalten Kriegs durch den „Eisernen Vorhang“ zwischen dem von den USA dominierten Westen und dem von der Sowjetunion beherrschten Ostblock getrennt. 1989 fiel der Eiserne Vorhang und in allen Ostblockstaaten erodierte die Macht der Kommunisten. Das bewirkte einen Wechsel des Regierungssystems in der DDR, in Polen, in Ungarn, in der ČSSR, sowie in Bulgarien und in Rumänien. Bis 1991 wurden die meisten sowjetischen Gliedstaaten unabhängig und die Sowjetunion selbst löste sich auf. Ab 1991 kam es zum Zerfall Jugoslawiens. Mit der Auflösung des Ostblockes änderte sich die geopolitische Lage in Europa grundlegend, womit sich im Rahmen der europäischen Einigung Möglichkeiten zur Vertiefung der Integration aber auch zur Vorbereitung von Erweiterungen im Osten ergaben. Mit der EU-Erweiterung sind dann bis 2007 die meisten Staaten und Gebiete des ehemaligen Ostblocks der EU beigetreten.
Der Einfluss der Geschichte auf die Kulturen Europas kann geografisch in sechs unterschiedlichen „historischen Kulturregionen“ abgebildet werden.

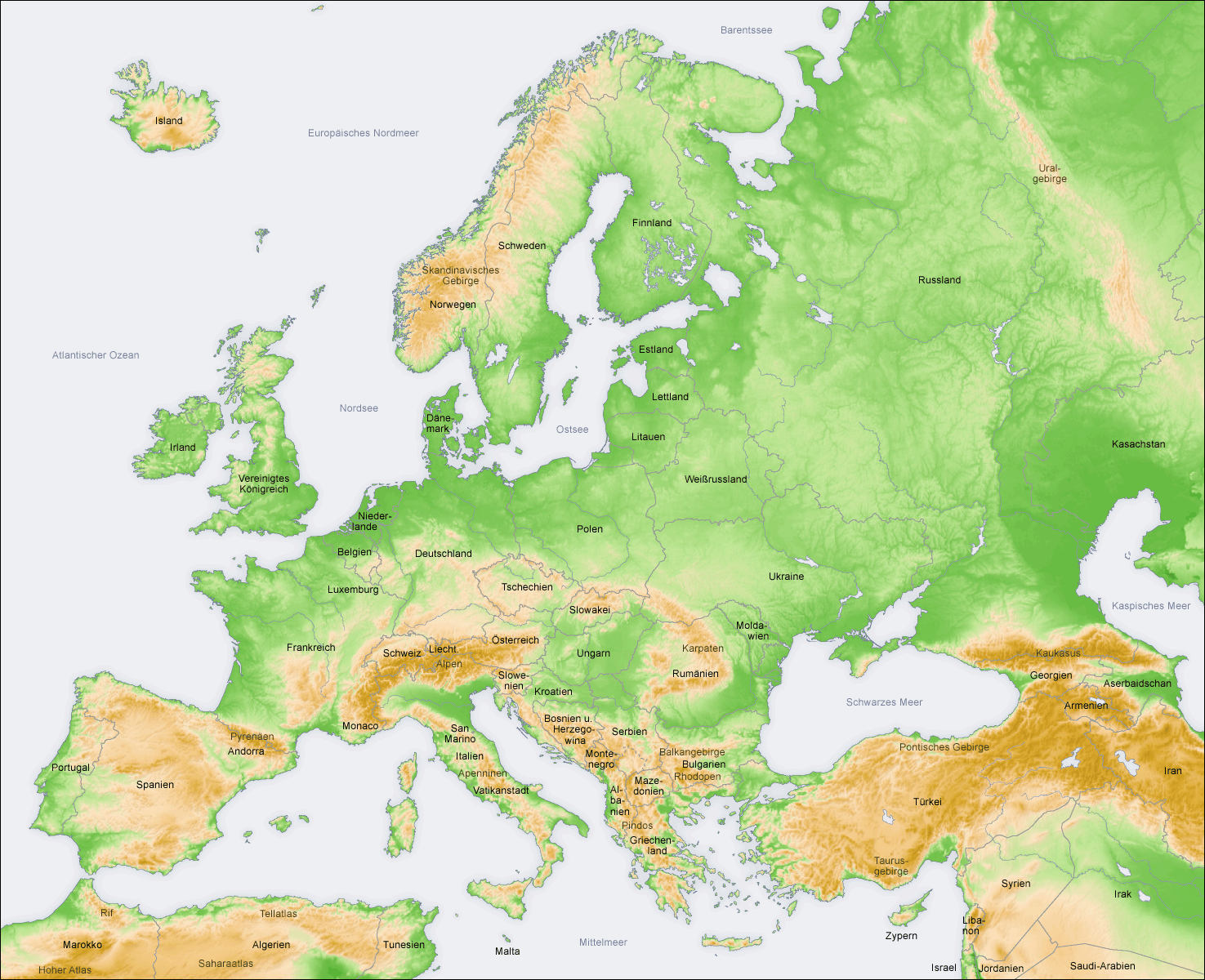
Topografie

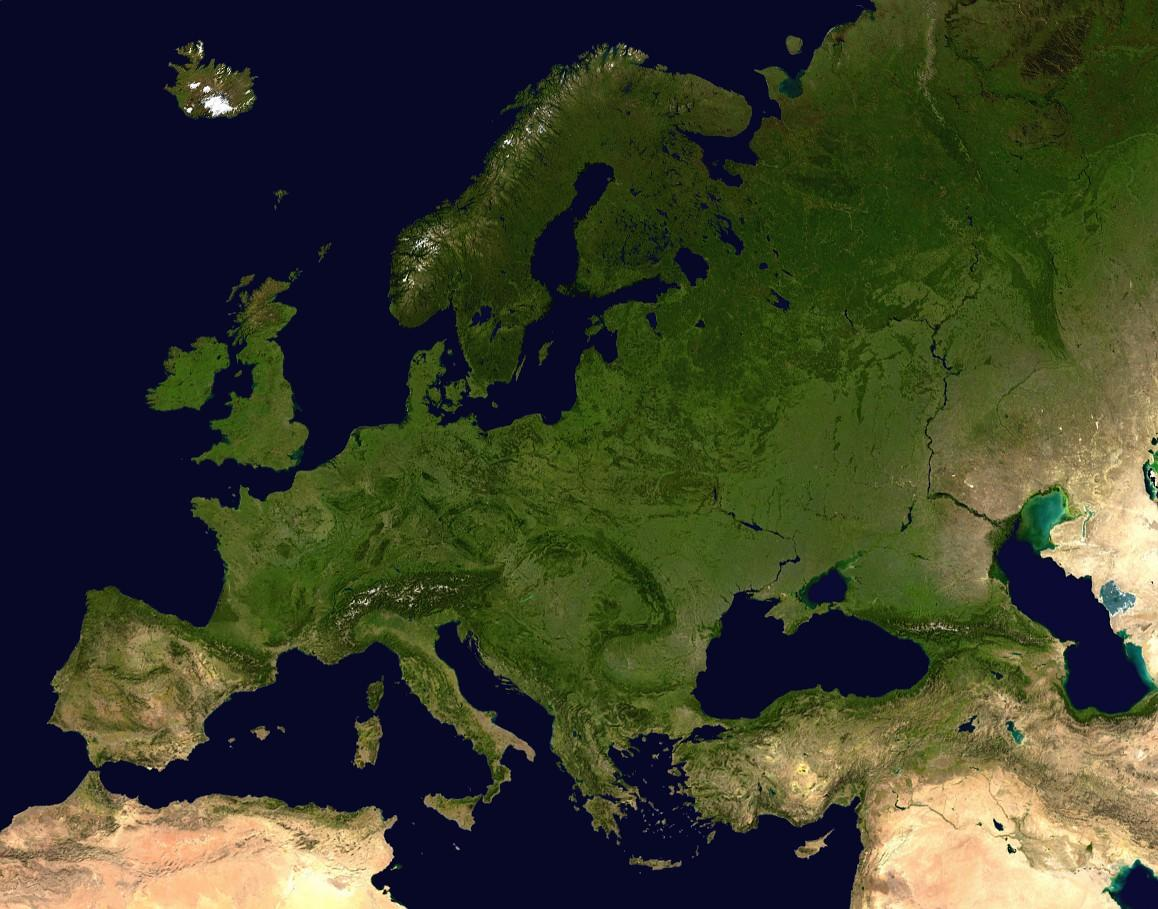
Satellitenansicht

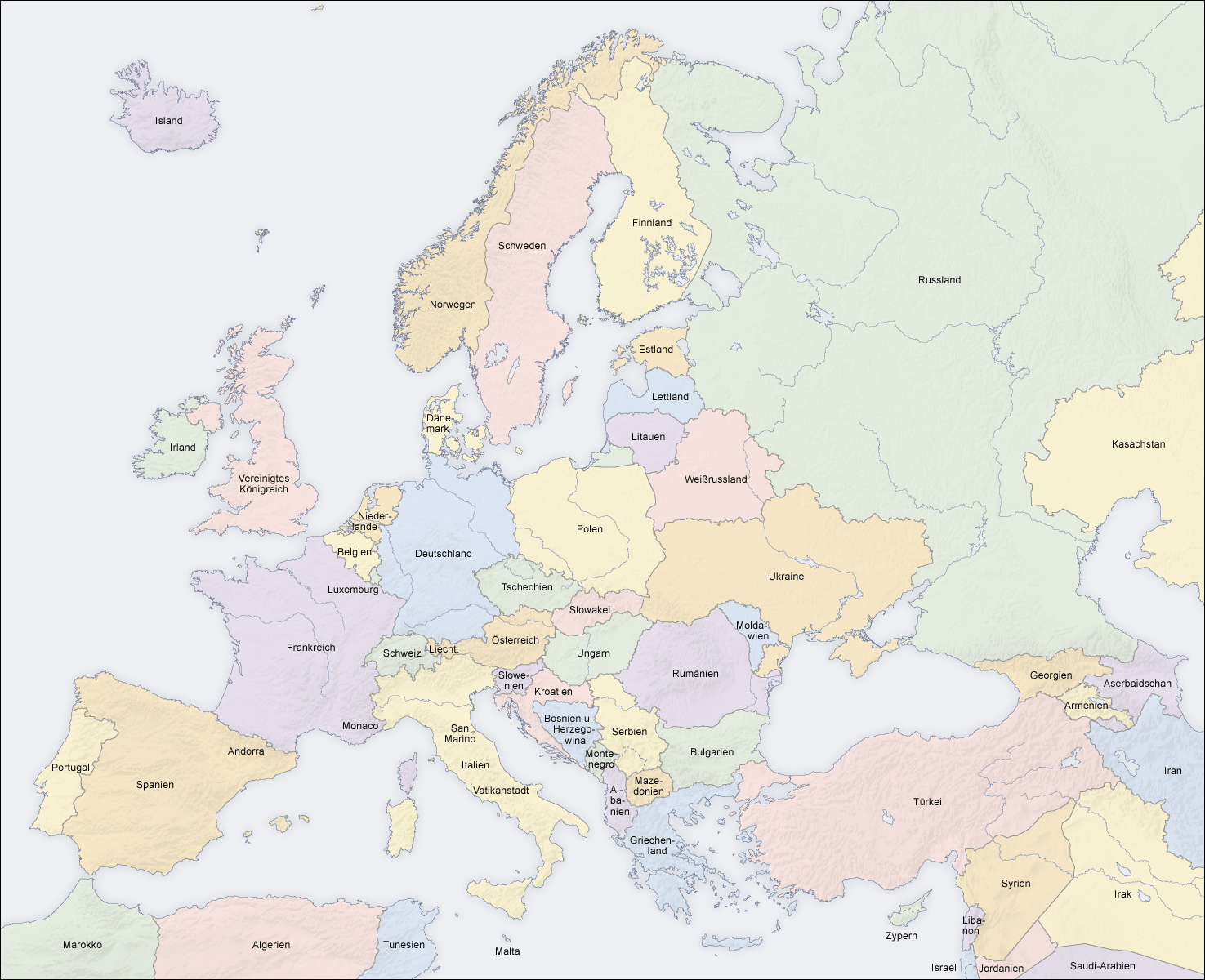
Politische Gliederung (2006)

## Herkunft des Begriffes „Europa“

### Name
Zur Etymologie gibt es drei Thesen, von denen sich keine endgültig verifizieren lässt.
Eine Erklärung für das Wort Europa bezieht sich auf das phönizische Wort ereb für „dunkel, Abend, untergehend“. Aus Sicht der Phönizier, die an der östlichen Mittelmeerküste siedelten, würde es also „Land der untergehenden Sonne“ oder „Abendland“ bedeuten.
Eine weitere These bezieht sich auf das Griechische: Das Wort Εὐρώπη Eurṓpē wird als Kompositum aufgefasst aus altgriechisch εὐρύς eurýs „weit“ und ὄψ óps „Sicht“, „Gesicht“ – daher Eurṓpē „die [Frau] mit der weiten Sicht“.
Eine dritte Erklärung bezieht sich auf verschiedene weibliche Gottheiten, die den Namen Europa als Beinamen trugen und der auf den Erdteil übertragen wurde.

### Mythos

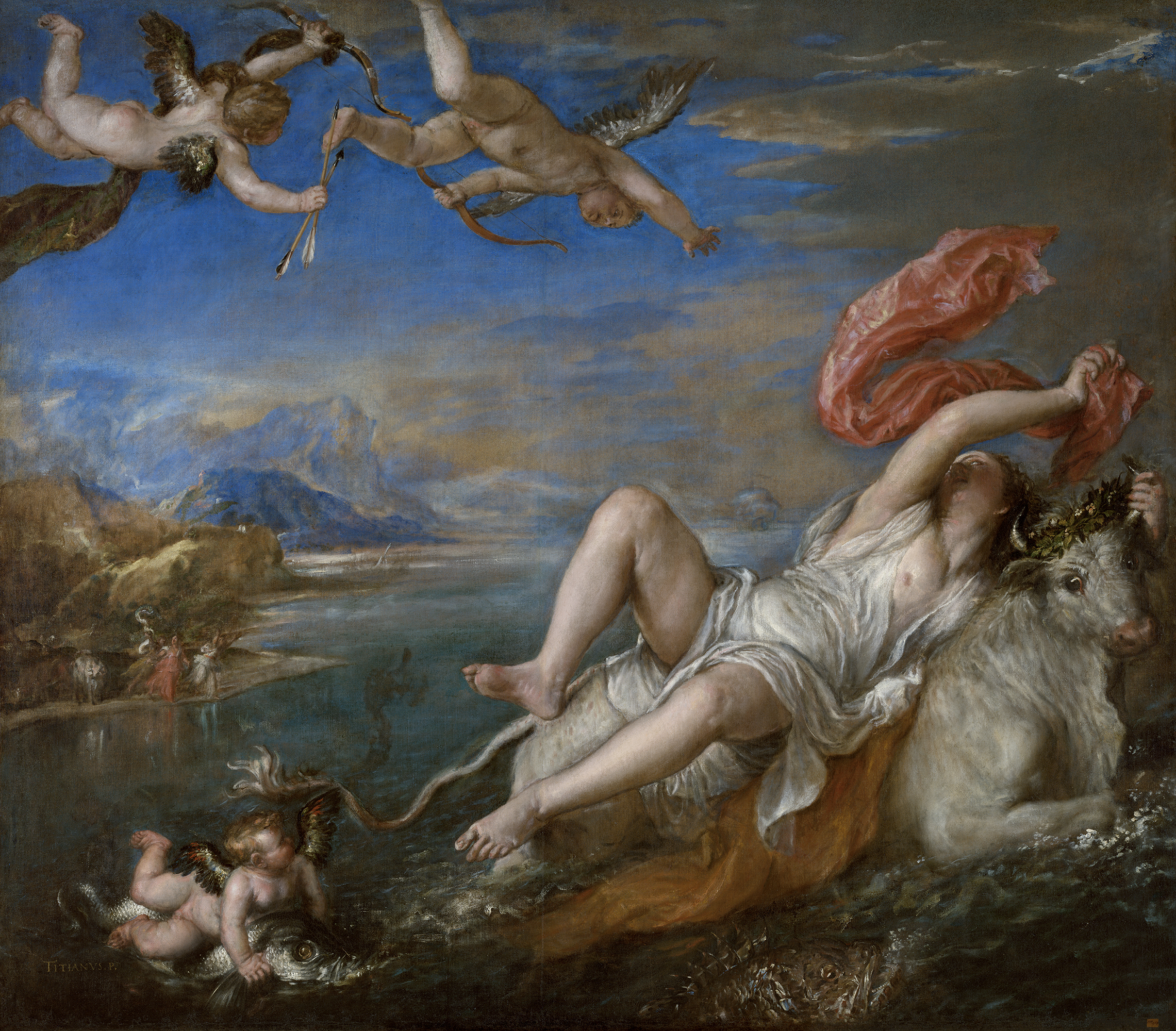
Tizian: Raub der Europa, 1559–1562, Tafelmalerei, 185 × 205 cm,
Isabella Stewart Gardner Museum in Boston

Es gibt verschiedene Sagen von der Entführung Europas in der Griechischen Mythologie. Ovid erzählt in den „Metamorphosen“, dass Europa, die Tochter des phönizischen Königs Agenor, mit ihren Gefährtinnen am Strand des Mittelmeeres spazieren ging. Zeus verliebte sich in das schöne Mädchen und beschloss, es zu entführen. Er nahm die Gestalt eines weißen Stiers an, der dem Meer entstieg und sich Europa näherte. Das Mädchen streichelte das überaus schöne, zutrauliche Tier und fand sich schließlich bereit, auf dessen Rücken zu klettern. Darauf erhob sich der Stier und stürmte ins Meer, das er mit Europa auf dem Rücken durchquerte. Zeus entführte Europa nach Kreta, wo er sich ihr in seiner göttlichen Gestalt zu erkennen gab. Er zeugte mit ihr drei Söhne: Minos, Rhadamanthys und Sarpedon. Aufgrund einer Verheißung der Aphrodite wurde der Erdteil, zu dem Kreta gehört, nach ihr benannt.

## Vor- und Frühgeschichte

### Urgeschichte

#### Steinzeit
Altsteinzeit
Älteste Nachweise von Vertretern der Gattung Homo stammen derzeit aus der Sierra de Atapuerca in Spanien und sind bis zu 1,2 Millionen Jahre alt. Noch ältere Fossilfunde aus Georgien (außerhalb der heute gültigen Grenzen Europas) sind 1,8 Millionen Jahre alt und werden als „Homo georgicus“ bezeichnet. Im nordalpinen Europa beginnt der älteste Besiedlungshorizont mit Homo heidelbergensis vor ca. 600.000 Jahren. Die Zuordnung der Funde zu einer eigenständigen Art ist allerdings umstritten; viele Paläoanthropologen bezeichnen die Angehörigen der ersten Auswanderungswelle aus Afrika (Out-of-Africa-Theorie) einheitlich als Homo erectus, der vor ca. 1,8 Millionen Jahren bereits Java besiedelt hatte.
Während die Entwicklung des Homo sapiens vor ca. 160.000 Jahren in Afrika ihren Ausgang von den dort verbliebenen Populationen des Homo erectus nahm, wurde Europa zur Domäne des hier aus Homo erectus bereits entstandenen Homo heidelbergensis und des aus diesem hervorgegangenen Neandertalers. Erst vor ca. 40.000 Jahren gelangte Homo sapiens in einer zweiten Auswanderungswelle der Gattung Homo nach Europa (vgl. Europäer) und ersetzte nach und nach den Neandertaler (vgl. Cro-Magnon-Mensch). Mit der Jungsteinzeit und der Bronzezeit begann in Europa eine lange Geschichte großer kultureller und wirtschaftlicher Errungenschaften, zunächst im Mittelmeerraum, dann auch im Norden und Osten.
Für Nordeuropa waren mehrere Kaltzeiten für die weitere Entwicklung vor allem der geologischen Formationen bestimmend. Diese Vereisungen betrafen das heutige Skandinavien, Island, Irland, den Norden Deutschlands, Polens und Russlands. Die letzte Hauptvereisungszeit dauerte etwa von 23.000 bis 9.660 v. Chr.
Im Wesentlichen werden unterschieden
- Weichselkaltzeit (seit etwa vor 115.000 Jahren),
- Saalekaltzeit (etwa vor 280.000 Jahren),
- Elsterkaltzeit (etwa vor 500.000 Jahren).

Mittelsteinzeit
Die Zeit nach dem Ende der letzten Vereisung in Europa wird als Mittelsteinzeit bezeichnet. Es breiteten sich dichte Wälder in Europa aus und die wenigen Menschen, die nomadisch in kleinen Sippen von etwa 20 Personen als Jäger und Sammler lebten, mussten sich an die neuen Umweltbedingungen gewöhnen.
Jungsteinzeit, Neolithikum:
In einer langen Entwicklung, beginnend im 10. Jahrtausend v. Chr., begann sich im Fruchtbaren Halbmond die Landwirtschaft zu entwickeln. Diese Entwicklung, auch als „Neolithische Revolution“ bezeichnet, verbreitete sich ab dem 6. Jahrtausend v. Chr. nach Europa.
Nach Westen verlief diese Ausbreitung entlang der Küsten des Mittelmeeres, nach Nordwesten entlang der Donau ins westliche Mitteleuropa. Nach Nordosten um oder entlang der Küsten des Schwarzen Meeres. Die Ausbreitungswege nach Osten sind bisher wenig erforscht.
Hinweise auf dauerhafte Siedlungen des Menschen (Homo sapiens) gibt es von 5000 v. Chr. an. Aus dieser Zeit wurden zum Beispiel an der Lahn in Wetzlar-Dalheim Siedlungsreste der Bandkeramiker gefunden. Die Fachwerkhäuser haben einen je 30 Meter langen Grundriss. Sie werden von einem rund zwei Meter tiefen Graben sowie einem vorgelagerten Wall geschützt. Zur Sicherstellung der Wasserversorgung bestanden zwei voneinander unabhängige Brunnen innerhalb der Befestigung.

#### Bronzezeit
Bis um 1800 v. Chr. hatte sich in ganz Europa die Bearbeitung von Bronze durchgesetzt (Frühbronzezeit).

#### Eisenzeit
Etwa um 800 v. Chr. begannen die Menschen in Mitteleuropa (im östlichen Mittelmeerraum teils schon wesentlich früher) mit der Verhüttung von Eisen.

### Hochkulturen
Die erste Hochkultur in Europa war die der Minoer auf der Insel Kreta, die um 2000 v. Chr. begann. Von dieser stark beeinflusst entstand auf dem nahe gelegenen griechischen Festland ab ca. 1700 v. Chr. die Mykenische Kultur.
Ab dem 6. Jahrhundert v. Chr. breiteten sich die Kelten aus dem östlichen Frankreich, der Schweiz und Süddeutschland nach Westen bis auf weite Teile der iberischen Halbinsel und nach Osten bis in die heutige Türkei (siehe Galater) aus. Da sie nur wenige schriftliche Aufzeichnungen hinterließen, ist das Wissen über sie sehr lückenhaft. Römischen Quellen – z. B. Caesars De bello Gallico – enthalten allerdings viele Informationen über die Kelten, wenn auch aus römischer Sicht. Diese Quellen und archäologische Grabungen bilden den Kern der Informationen über diese sehr einflussreiche Kultur. Die Kelten (Gallier) stellten einen ernstzunehmenden, wenn auch wenig organisierten Gegner für die Römer dar. In den letzten drei Jahrhunderten v. Chr. eroberten die Römer unter anderem ganz Süd- und Südosteuropa sowie große Teile Mittel- und Westeuropas und Nordafrikas.

## Antike

### Griechen

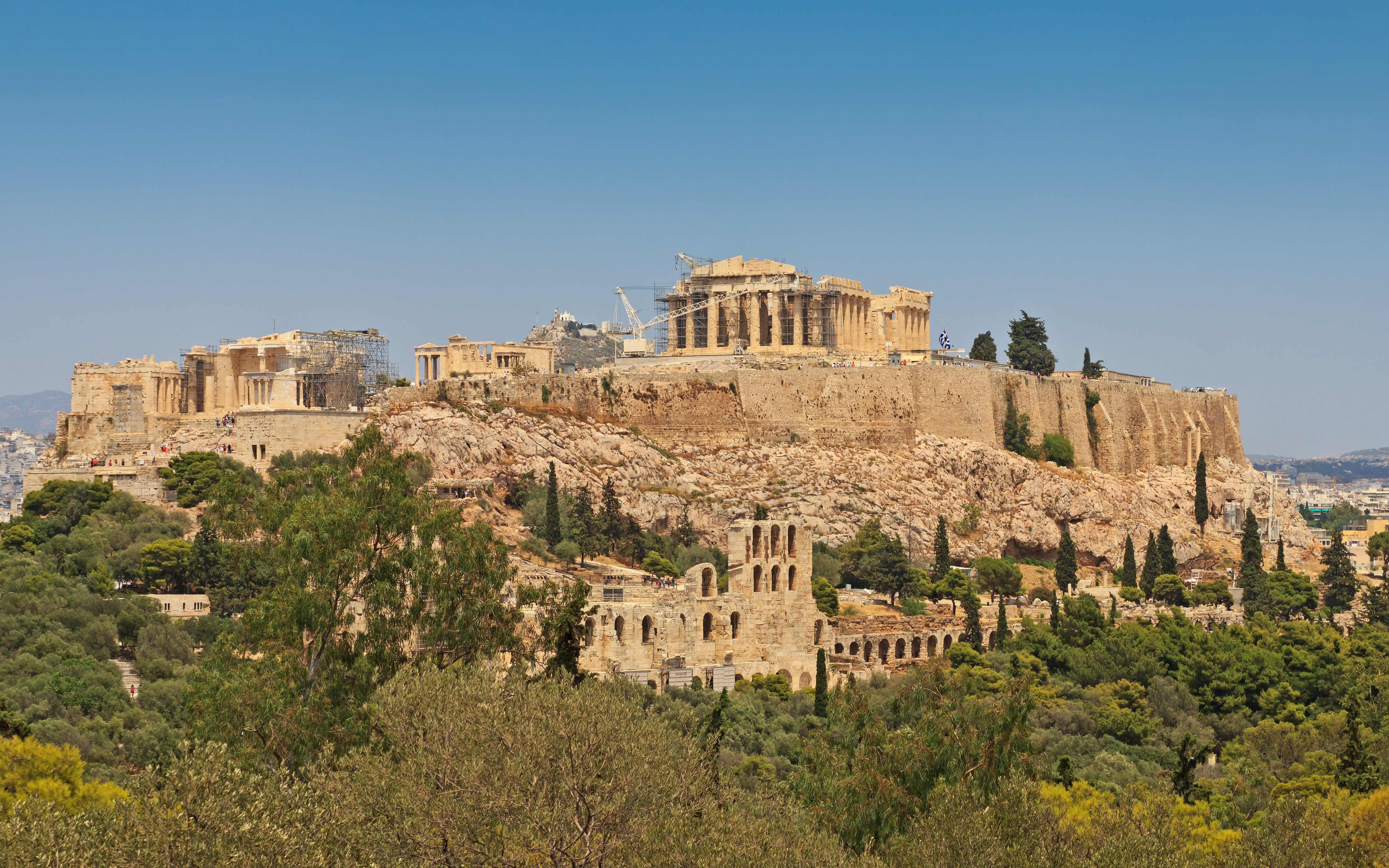
Die Athener Akropolis

Ab dem 17./16. Jahrhundert entstand die Mykenische Kultur, die als erste Hochkultur des europäischen Festlands bezeichnet wird und vor allem zu Beginn starke Einflüsse der kretischen minoischen Kultur offenbart. Gegen Ende der Bronzezeit (um 1200 v. Chr.) brachen die mykenischen Palaststaaten zusammen und nach einem Nachleben der mykenischen Tradition erwuchs in den sogenannten dunklen Jahrhunderten (ca. 1050–800 v. Chr. nach enger Definition) eine neue griechische Kultur an ihrer Stelle. Die nachmykenische, „klassische“ griechische Kultur bestand aus einer Reihe von Stadtstaaten (Poleis). Die bedeutendsten davon waren u. a. Athen und Sparta, die unterschiedliche Regierungsformen aufwiesen. Kulturell entstanden im antiken Griechenland bedeutende Leistungen in Politik (wie die Demokratie), Philosophie, Mathematik, Physik, Sport, Theater, Literatur, Geschichtsschreibung und Musik. Die Stadtstaaten gründeten zahlreiche Kolonien (siehe Griechische Kolonisation) an den Küsten des Mittelmeeres, vor auf Sizilien und in Süditalien, aber auch an den Küsten des Schwarzen Meers (vor allem durch Milet) sowie vereinzelt auch in Ägypten und Libyen.
Die Griechen waren die erste Kultur, die eine Vorstellung eines Kontinents „Europa“ entwickelte und ihm auch den Namen gab. Er entstand wohl als Abgrenzung zur „asiatisch“ empfundenen Kultur der Perser, die durch ihre Expansion als Bedrohung der eigenen Lebensart wahrgenommen wurde. Gemeint war mit „Europa“ hier in erster Linie die griechische Welt des Mittelmeers von Spanien bis zum Schwarzen Meer, es gab aber auch schon das Bewusstsein, dass der geographische Bereich weiter nach Norden reicht, etwa bei Herodot.
Im frühen 5. Jahrhundert v. Chr. gelang den Griechen die Abwehr des Achämenidenreichs in den Perserkriegen, doch in der zweiten Hälfte des 5. Jahrhunderts v. Chr. kam es zu Kämpfen um die Hegemonie im griechischen Mutterland zwischen Athen und Sparta (Peloponnesischer Krieg), im frühen 4. Jahrhundert v. Chr. zwischen Sparta auf der einen und Theben und dessen Verbündete auf der anderen Seite. Mitte des 4. Jahrhunderts v. Chr. geriet Griechenland schließlich unter die Oberherrschaft König Philipps II. von Makedonien, der 338 v. Chr. die verbündeten Athener und Thebaner in der Schlacht von Chaironeia schlug. Im Verlauf der Feldzüge von Philipps Sohn Alexander dem Großen verbreitete sich die griechische Kultur bis nach Indien und brachte die Griechen in Kontakt mit anderen Kulturkreisen, wodurch eine neue Entwicklung einsetzte, der Hellenismus. Von nun an waren nicht mehr die Stadtstaaten die politisch relevanten Mitspieler, sondern die Diadochenreiche, bis diese nacheinander an Macht einbüßten und ihre Restterritorien weitgehend von den Römern einverleibt wurden.

### Römer

Das Römische Reich zur Zeit seiner größten Ausdehnung unter Trajan († 117 n. Chr.)

Nach der Königszeit wandelte sich Rom (der Sage nach um 509 v. Chr., wahrscheinlich jedoch erst im frühen 5. Jahrhundert v. Chr.) zu einer Republik, in der die Politik aber von einer relativ kleinen und wohlhabenden Schicht betrieben wurde. Rom übernahm viel vom Wissen der Griechen, als es sich von Italien her ausbreitete. Die Römer nutzten es zu ihrem Vorteil, dass ihre Gegner nicht in der Lage waren, sich gegen Rom zu vereinigen und Rom größere Mengen an Truppen mobilisieren konnte. Die einzige wirkliche Gefahr für Roms Aufstieg kam von der phönizischen Kolonie Karthago. Mit der entscheidenden Niederlage Karthagos am Ende des 3. Jahrhunderts v. Chr. (siehe Punische Kriege) stieg Rom endgültig zur unbestrittenen Vormacht im westlichen Mittelmeerraum auf. Ab dem 2. Jahrhundert v. Chr. weitete Rom seine Einflusssphäre auf die hellenistischen Mächte im Osten aus, wo zuletzt Ägypten im Jahr 30 v. Chr. an Rom fiel. Die Republik wurde seit dem späten 2. Jahrhundert v. Chr. von fast hundert Jahren Bürgerkriegen geplagt. Gaius Iulius Caesar legte durch die Siege über seine politischen Konkurrenten das Fundament für die Abschaffung der Republik, die Ende des 1. Jahrhunderts v. Chr. unter Augustus zum römischen Kaiserreich (Prinzipat) umgestaltet wurde.
Das Imperium Romanum begriff sich selbst nie als „europäisches Reich“, sondern als Reich am „mare nostrum“, dem Mittelmeer: Es hatte dort sein Zentrum und kontrollierte alle Regionen, die ans Mittelmeer grenzten. Die europäische Idee spielte keine politische Rolle, die kulturellen Leistungen (Sprache, Recht, Architektur) prägten jedoch in späteren Zeitaltern die Vorstellung von Europa entscheidend mit.
Um 100 hatte Rom seine Grenze im Norden an Rhein und Donau vorgeschoben und auch Britannien erobert; im Osten reichte der römische Machteinfluss bis nach Mesopotamien. Unter Kaiser Trajan im 2. Jahrhundert erreichte das Römische Reich seine größte Ausdehnung. Im Osten wurde die römische Expansion jedoch vom Partherreich und (seit dem frühen 3. Jahrhundert) vom Sassanidenreich behindert. Der Augusteische Frieden, der auch als Pax Romana bezeichnet wurde, wurde in der Reichskrise des 3. Jahrhunderts durch Bürgerkriege geschwächt. Anschließend gelang es Kaiser Diokletian, das Imperium durch Verwaltungsreformen entscheidend zu stabilisieren, und es begann die Spätantike. Sein Nachfolger Konstantin förderte das Christentum (konstantinische Wende), das unter Theodosius I. Ende des 4. Jahrhunderts zur Staatsreligion im Imperium erhoben wurde. Es kam zur Ausbildung der Reichskirche, wenngleich immer wieder theologische Konflikte ausgetragen werden mussten (siehe Arianismus, Monophysitismus).
Durch die Reichsteilung von 395 wurde das Imperium in einen westlichen (bis 476) und einen östlichen Herrschaftsbereich aufgeteilt. Das Reich geriet von außen (durch die Germanen an Rhein und Donau) sowie im Osten (durch das Sassanidenreich) unter erheblichen Druck. Die Kaiser im Westen besaßen schließlich kaum noch faktische Macht, sondern waren von den mächtigen Heermeistern weitgehend abhängig. Der wirtschaftlich stärkere Osten hingegen überstand die Krisen des 5. Jahrhunderts intakt, befand sich aber im 6. Jahrhundert fast durchgehend im Kriegszustand (siehe Justinian I. und Römisch-Persische Kriege).

## Völkerwanderung und Ende der Antike

Europa in den Jahren von 476 bis 493 (Karte von 1874)

Ende des 4. Jahrhunderts setzte mit dem Vordringen der Hunnen nach Osteuropa die sogenannte Völkerwanderung ein, die eine wellenartige Fluchtbewegung mehrerer (vor allem germanischer) Stammesgruppen auslöste, und die mit dem Einbruch der Langobarden in Italien 568 endete. Viele Aspekte der Völkerwanderung werden heute differenzierter betrachtet. In diesem Zusammenhang wird betont, dass den eindringenden germanischen Gruppen weniger an Zerstörung, sondern vielmehr an Teilhabe an der antiken Kultur gelegen war, die auch in den germanisch-romanischen Nachfolgereichen noch im 6. Jahrhundert gepflegt wurde. Im Jahre 476 kam es zum „Untergang“ des Weströmischen Reiches, der von den Zeitgenossen aber kaum als solcher empfunden wurde (denn in Konstantinopel herrschte immer noch ein Kaiser) und erst im Nachhinein eine größere Bedeutung bekam.
Nach dem Ende der Antike bestimmten mehr oder weniger langlebige Neubildungen verschiedener Reiche die historische Landschaft in Westeuropa. Das hellenistisch geprägte Oströmische Reich, nach seiner Hauptstadt Byzanz in der Moderne auch Byzantinisches Reich genannt, konnte sich hingegen noch ein weiteres Jahrtausend bis zur Eroberung seiner Hauptstadt 1453 halten.
Die in den 30er Jahren des 7. Jahrhunderts beginnende Ausbreitung der Araber brachte die islamische Kultur an die Mittelmeerküsten, von Kleinasien über Sizilien bis nach Spanien. Die raschen arabischen Eroberungen waren auch eine Folge der Schwächung Ostroms, das sich bis 628 im Kriegszustand mit dem Sassanidenreich befunden hatte. Ostrom konnte ein Restreich halten und den arabischen Vormarsch damit im Osten zum Stillstand bringen. Der Einbruch der Araber in die Mittelmeerwelt bedeutete das endgültige Ende der Antike, wobei die Epochengrenze zwischen Spätantike und Frühmittelalter fließend ist.

## Mittelalter

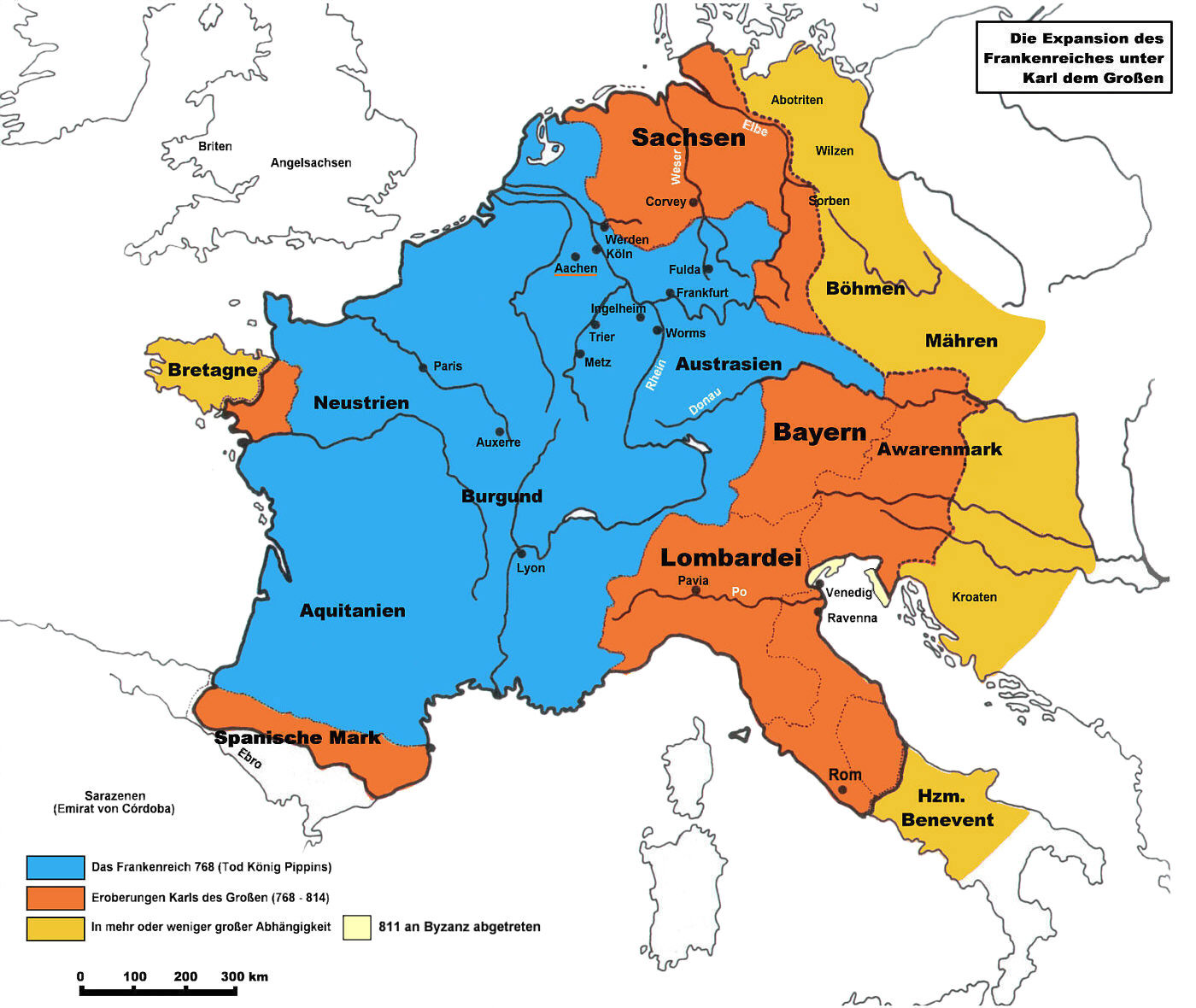
Eroberungen Karls des Großen

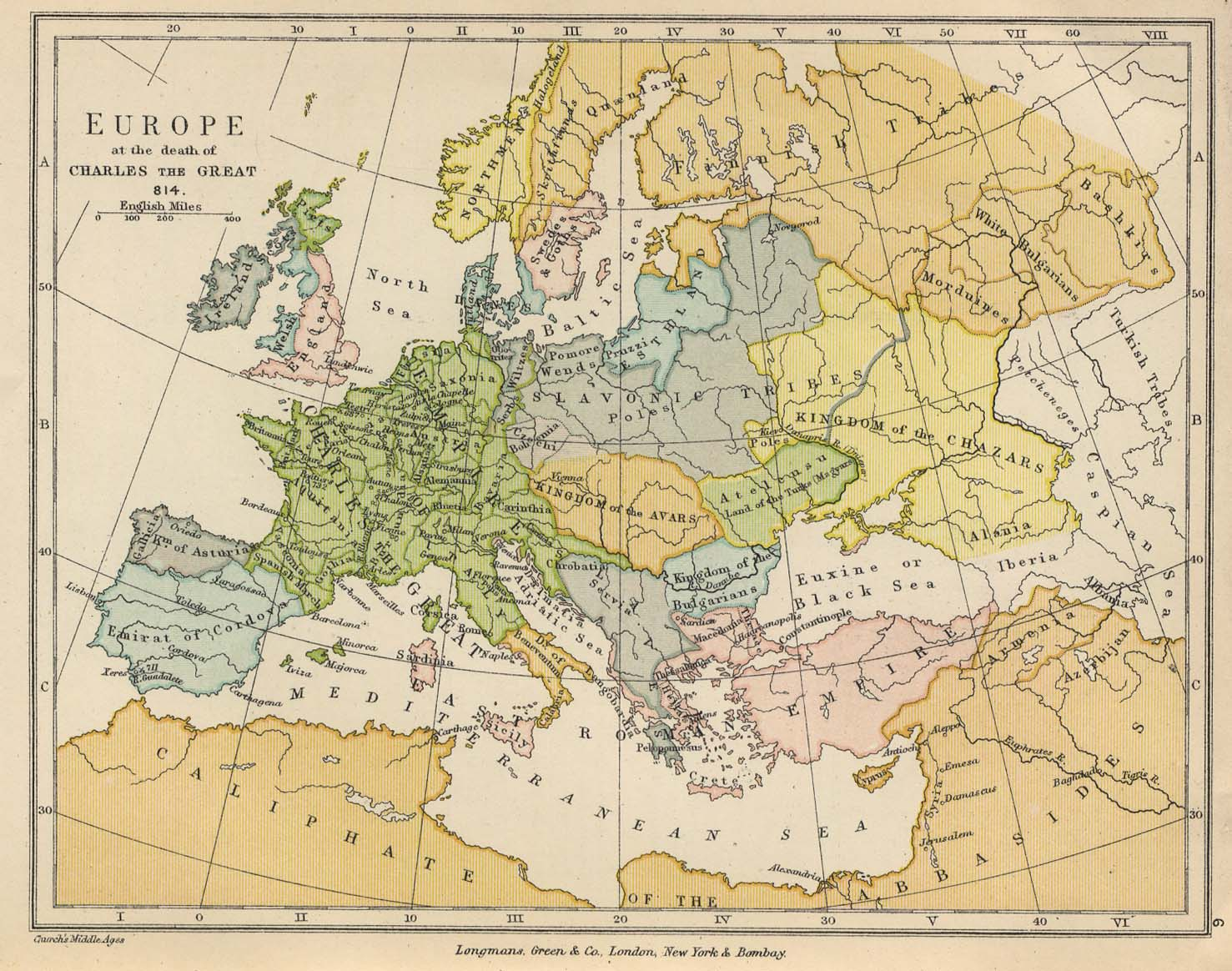
Europa, 814

In der Epoche des Übergangs von der Spätantike zum Frühmittelalter, der Merowingerzeit, verkümmerte die städtische Kultur, der Handel ließ stark nach und die Menschen kehrten zu ländlichen Gemeinschaften zurück. Der Feudalismus ersetzte die römische Zentralverwaltung. Die einzige Institution, die den Zusammenbruch des westlichen Reiches überlebte, war die Kirche, die einen Teil des römischen kulturellen Erbes bewahrte und bis zum 14. Jahrhundert außerhalb von Byzanz einen Schwerpunkt der Bildung und Wissenschaft darstellte. Byzanz befand sich unter Kaiser Basileios II. auf dem Höhepunkt der Macht, verlor aber in der Folgezeit mehrere Territorien und an Einfluss.
Nach der Krönung Karls des Großen durch Papst Leo III. zum römischen Kaiser im Jahre 800 (womit im Denken der Zeitgenossen das antike Römerreich erneuert wurde) wurde die neue Hauptresidenz des Kaisers Aachen zu einem Zentrum der Kunst und der Wissenschaften und gab damit den Anstoß zur karolingischen Renaissance, der Neubelebung der Kultur unter Rückbesinnung auf die Antike. Karl eroberte große Teile von Italien und anderen umliegenden Ländern und vergrößerte damit sein Reich (siehe Karte). Er bekam dabei Hilfe durch den Papst, der nicht länger auf den Schutz des Byzantinischen Reiches vertrauen konnte. Auf diese Art wurde der Papst zunächst ein Lehnsmann des Kaisers, der Rom vor der Gefahr von Langobarden und Sarazenen schützte, später aber wurden die Güter des Papstes zum unabhängigen Kirchenstaat in Mittelitalien.
Die Aufteilung des Reiches unter seinen Nachkommen führte zur Entstehung des Westfrankenreiches, aus dem im 9. und 10. Jahrhundert Frankreich hervorging, und des Ostfrankenreiches, aus dem 962 mit der Kaiserkrönung Ottos I. das (allerdings erst seit 1254 so genannte) Heilige Römische Reich wurde. Während und nach den Erbfolgekriegen gewann das feudalistische System an Bedeutung. Das römisch-deutsche Reich entwickelte sich nie zu einem Nationalstaat und vertrat einen expliziten Universalanspruch (siehe Reichsidee). Die Stellung des Königtums gegenüber den starken Landesherren war aber vergleichsweise sehr schwach ausgeprägt, so dass sich eine konsensuale Herrschaftsform entwickelte.
Die normannische Eroberung Englands und Süditaliens waren Meilensteine in der europäischen Geschichte. In England etablierte sich im 12. Jahrhundert das Haus Plantagenet, das auch über erhebliche Besitzungen im Königreich Frankreich verfügte. Dies führte zu wiederholten, auch militärisch geführten Konflikten mit der französischen Krone, die seit dem späten 12. Jahrhundert ihre Macht stärker konsolidierte. Den Höhepunkt dieser Entwicklung markierte der Hundertjährige Krieg im 14. und 15. Jahrhundert. In Süditalien und Sizilien entstand ein normannisches Königreich, das im späten 12. Jahrhundert an die Staufer fiel, bevor es in den 1260er Jahren an das Haus Anjou fiel.
Im 11. Jahrhundert war in den unabhängigen Stadtstaaten Italiens wie Venedig und Florenz eine wirtschaftliche und kulturelle Blüte zu verzeichnen, gleichzeitig wurden in Italien die ersten Universitäten Europas gegründet. Neben dem Heiligen Römischen Reich, Frankreich und dem Kirchenstaat formten sich Königreiche wie England, Spanien (siehe Reconquista), Königreich Ungarn, Königreich Polen und die Kiewer Rus. Im Gegensatz dazu blieben Deutschland und Italien noch in eine Vielzahl kleiner Feudalstaaten und unabhängiger Städte zersplittert, die dem Kaiser nur formell unterstanden.
Im Morgenländischen Schisma 1054 spaltete sich die Kirche in die römisch-katholische und die orthodoxe Kirche auf. Dies führte zu einer nachhaltigen Entfremdung zwischen den Regionen, in denen diese Konfessionen vorherrschend waren. Ein Tiefpunkt der Entwicklung war die Eroberung und Plünderung Konstantinopels im Vierten Kreuzzug 1204. Im späten 11. Jahrhundert begannen die Kreuzzüge in den Vorderen Orient, die bis ins 13. Jahrhundert in unterschiedlicher Intensität fortgeführt wurden.

Die Provinz al-Andalus im Jahr 720

Im Mittelalter existierten auch nachhaltigste Herrschaften außereuropäischer Mächte über Teile Europas. Gegen Ende des 6. Jahrhunderts kontrollierten die Awaren weite Teile des Balkans, doch befand sich ihre Macht bereits im 7. Jahrhundert im Niedergang. In den 790er Jahren wurden die Awaren von den Franken unter Karl dem Großen geschlagen, das Restreich der Awaren befand sich im frühen 9. Jahrhundert in einem endgültigen Auflösungsprozess. Im April 711 begann die Invasion der Umayyaden in Südspanien, die den Grundstein legte für eine bis 1492 andauernde arabische Herrschaft über die Iberische Halbinsel. Zu ihrer größten Ausdehnung umfasste der Herrschaftsbereich neben dem heutigen Spanien, Portugal auch Teile von Südfrankreich. Insbesondere durch die Übersetzerschule von Toledo wurden arabische Schriften aus den Bereichen Astronomie, Physik, Alchemie und Mathematik ins Lateinische bzw. Kastilische übersetzt. Die so gewonnenen Erkenntnisse kamen unter anderem nach Italien und hatten starken Einfluss etwa auf die Entstehung der Scholastik. In den frühen 1220er Jahren begann unter den Generälen des Dschingis Khan, Jebe und Subutai, die Invasion der Mongolen in Europa. In der heutigen Ukraine schlugen sie zunächst ein russisches Heer in der Schlacht an der Kalka. Ab 1237 eroberten Dschötschi und Batu Khan die meisten russischen Fürstentümer. Sie drangen bis 1241 ins heutige Deutschland, Tschechien und Österreich vor und siegten in der Schlacht bei Liegnitz (Polen) und in der Schlacht bei Muhi (Ungarn). Diese Eroberungen wurden zur Goldenen Horde, die noch bis 1502 ein bedeutender Machtfaktor war. Durch die Pax Mongolica gab es auch hier erhöhte Reisetätigkeit in beide Richtungen und einen Technologietransfer nach Europa.
Eine der größten Katastrophen, die Europa heimgesucht haben, war die Schwarze Pest. Es gab eine Reihe von Epidemien, aber die schwerste von allen war der „Schwarze Tod“ von 1346 bis 1352, die vermutlich ein Drittel der Bevölkerung Europas tötete. Die Pandemie trat zuerst in Asien auf und gelangte über die Handelsrouten nach Europa. Im Zusammenhang mit dem Pestausbruch fanden zudem Judenverfolgungen statt.
Das Ende des Mittelalters wird normalerweise mit dem Fall von Konstantinopel 1453 und der endgültigen Eroberung des Byzantinischen Reichs durch die Osmanen verbunden. Die Osmanen machten Konstantinopel zur neuen Hauptstadt des Osmanischen Reichs, das bis 1919 Bestand hatte und in seiner größten Ausdehnung Vorderasien, Nordafrika, die Krim, den Kaukasus und den Balkan umfasste.

## Renaissance und Reformation

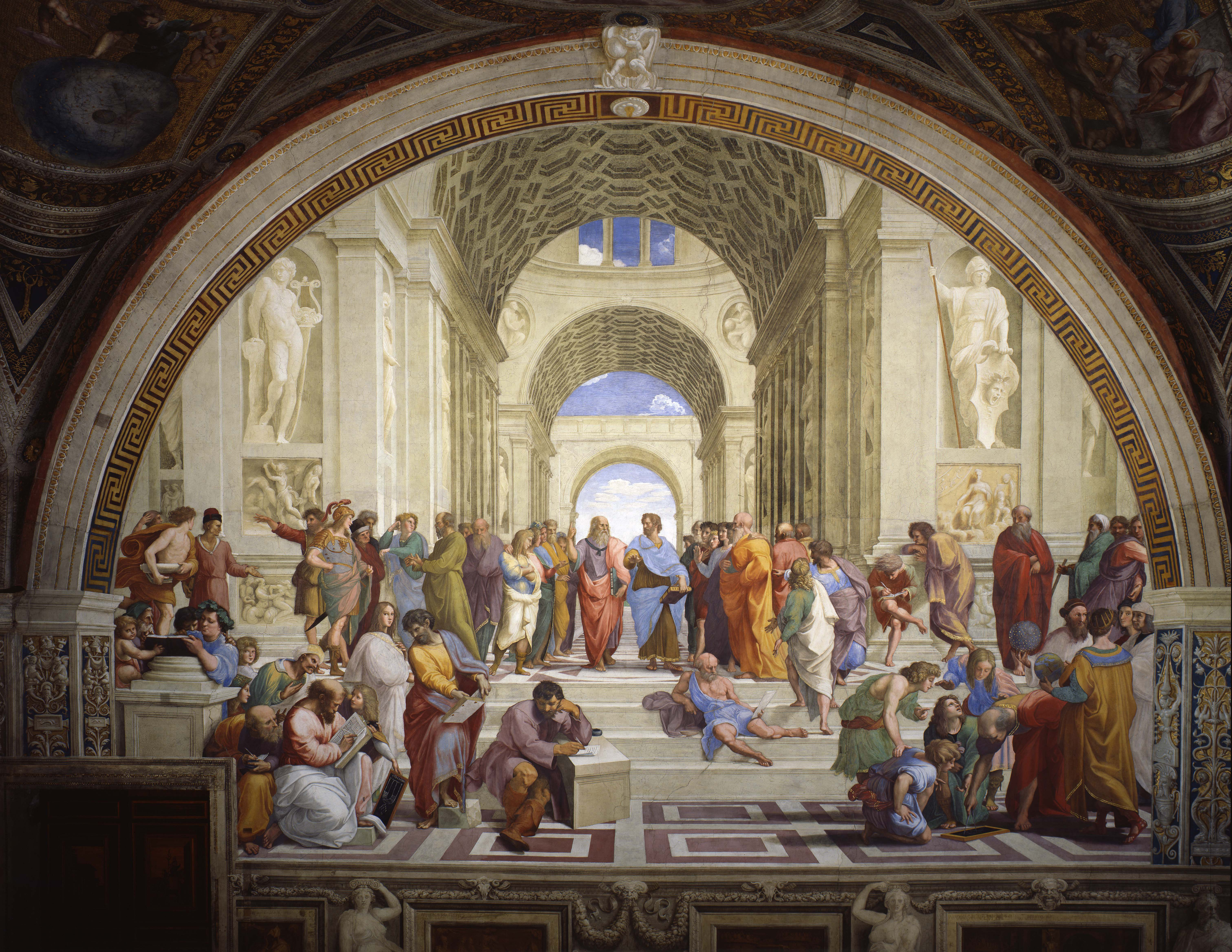
Raphael Santi: Die Schule von Athen (1510/11), Stanzen des Vatikans, Rom

Im 15. Jahrhundert, am Ende des Mittelalters, waren mächtige Nationalstaaten wie Frankreich, England und Polen-Litauen entstanden. Die Kirche dagegen hatte viel von ihrer Macht durch Korruption, innere Meinungsverschiedenheiten und die Ausbreitung der Kultur verloren, die zur Weiterentwicklung von Kunst, Philosophie, Wissenschaft und Technik im Renaissance-Zeitalter führte.
Die neuen Nationalstaaten waren im Kampf um die Vormachtstellung in Europa andauernd in einem Zustand politischer Veränderung und in Kriege verstrickt. Besonders mit dem Losbrechen der Reformation (nach gesamteuropäischer Betrachtung ab 1520), die Martin Luther mit seiner Verbreitung der Thesen zum Ablass 1517 mitbedingte, verwüsteten politische Kriege und Religionskriege den Kontinent. Das „Zeitalter der Glaubensspaltung“ führte zum Bruch zwischen dem Katholizismus und dem Protestantismus. In England brach König Heinrich VIII. mit Rom und erklärte sich selbst zum Oberhaupt der Kirche. In Deutschland einte die Reformation die verschiedenen protestantischen Fürsten gegen die katholischen Kaiser aus dem Hause Habsburg. In Frankreich konnte nach acht Hugenottenkriegen, mit dem Massaker der Bartholomäusnacht 1572 als Höhepunkt, mit dem Edikt von Nantes 1598 eine zeitweilige Beruhigung der Lage erreicht werden.

## Koloniale Expansion
Die zahlreichen Kriege hielten die neuen Staaten nicht von der Erforschung und Eroberung großer Teile der Welt ab, besonders im neu entdeckten Amerika. Im frühen 16. Jahrhundert waren Spanien und Portugal, die bei der Erforschung führend waren, die ersten Staaten, die Kolonien in Südamerika sowie Handelsposten an den Küsten Afrikas und Asiens gründeten, aber Frankreich, England und die Niederlande taten es ihnen bald nach.
Spanien hatte die Kontrolle über große Teile Südamerikas und die Philippinen. Großbritannien hatte ganz Australien, Neuseeland, Indien und große Teile von Afrika und Nordamerika; Frankreich hatte Kanada und Teile von Indien (beide verlor es 1763 an Großbritannien), Teile Südostasiens (Französisch-Indochina) und große Teile Afrikas unter Kontrolle. Die Niederlande bekamen Indonesien und einige Inseln in der Karibik, Portugal gehörten Brasilien und mehrere Gebiete in Afrika und Asien. Später erwarben auch andere Mächte wie Russland, Deutschland, Belgien, Italien, außerhalb Europas die USA und Japan einige Kolonien.
Der Amerikanische Unabhängigkeitskrieg, der 1776 zur Unabhängigkeitserklärung der Vereinigten Staaten führte, sowie die Unabhängigkeitserklärungen der südamerikanischen Staaten setzten der europäischen Kolonialisierung Grenzen.

## 17. und 18. Jahrhundert

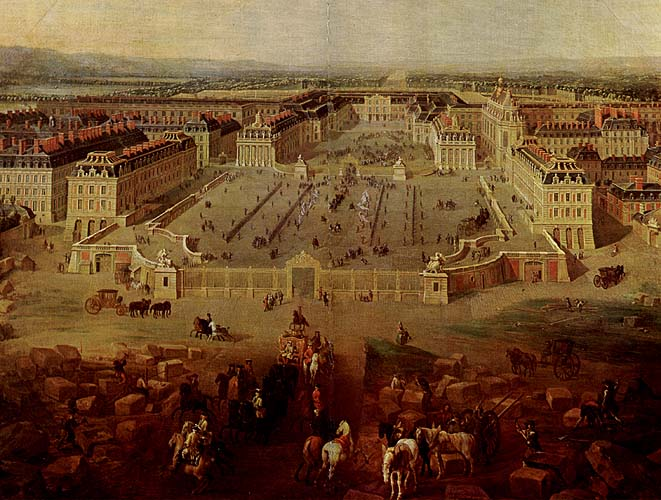
Versailles im Jahr 1715

In diesen zwei Jahrhunderten erreichten die religiösen und dynastischen Spannungen ihren Höhepunkt im Dreißigjährigen Krieg von 1618 bis 1648, der längsten Kriegsperiode, an dem nahezu der gesamte Kontinent beteiligt war. Dieser Krieg begann mit dem sogenannten Prager Fenstersturz und endete mit dem Westfälischen Frieden, der den Territorialherren im Heiligen Römischen Reich weitgehende Souveränität verschaffte und die Entwicklung von Nationalstaaten einleitete. Durch den Dreißigjährigen Krieg wurden ganze Landstriche verwüstet und entvölkert, und es bedurfte mehr als einer Generation, bis sich die Bevölkerung wieder erholt hatte. Die mittelalterliche Feudalordnung löste sich im 17. Jahrhundert weitgehend auf. Die Grafen und Fürsten verloren mit der stetigen Unabhängigkeit der Bevölkerung viel Vermögen und dem Kaiser blieb am Ende nur die Ohnmacht des Reiches, wobei die Kleinstaaterei ihren Anfang nahm und die Nationalstaaten weiter gestärkt wurden bzw. der Absolutismus sich zur vorherrschenden Regierungsform entwickelte.
Das veränderte Machtgefüge hinterließ bleibenden Eindruck in der Kultur und im kollektiven Gedächtnis der Menschen, das hervorgegangen war aus dieser Unzufriedenheit und den daraus resultierenden Kriegsfolgen und nun ganz langsam zum Aufstieg des Bürgertums führte. Durch den resultierenden Aufschwung des Handels kam der Merkantilismus als Wirtschaftsform auf.
Eine Erschütterung wiederholte sich 1683 in Europa mit der zweiten Belagerung Wiens nach 1529 durch die Türken. Durch Einwirkung des Papstes kam es zu einer umfassenden Koalition zur Verteidigung gegen die Türken. Die damals stärkste Militärmacht Europas, Frankreich unter dem „Sonnenkönig“ Ludwig XIV., beteiligte sich nicht an der Koalition, sondern nutzte die Tatsache, dass der deutsche Kaiser mit der Türkenabwehr beschäftigt war, zur Fortsetzung seiner Reunionskriege.
Geistesgeschichtlich wurde die Renaissance durch die Philosophie der Aufklärung fortgesetzt, die die Stellung der Religion schwächte und die Grundlage für erste Demokratiebewegungen legte. Die Naturwissenschaften erzielten große Fortschritte; mit Erfindungen wie der Dampfmaschine begann im späten 18. Jahrhundert die industrielle Revolution, die Wirtschaft entwickelte sich zum frühen Kapitalismus. Der Philosoph Karl Jaspers führte die industrielle und kulturelle Besonderheit Europas auf den Dreiklang von „Glaube, Wissenschaft und Technik“ zurück. Ab 1756 wurde der Siebenjährige Krieg von Preußen und Großbritannien auf der einen Seite gegen Österreich, Frankreich und Russland auf der anderen Seite geführt. Die Hauptveränderung auf dem Kontinent war der Aufstieg Preußens zur Großmacht, das weltpolitische Ergebnis war, dass Frankreich einen großen Teil seiner Kolonien an Großbritannien verlor, das dadurch den Grundstein zu seinem Weltreich legte.

Der Sturm auf die Bastille am 14. Juli 1789

Gegen Ende des 18. Jahrhunderts führte die Weigerung von König Ludwig XVI. von Frankreich, unterstützt vom Adel und der Kirche, dem sogenannten dritten Stand mehr Einfluss zu geben, zur Französischen Revolution von 1789. Es war ein maßgeblicher Versuch, einen neuen Staat nach den Prinzipien der Freiheit, Gleichheit, Brüderlichkeit (Liberté, Egalité, Fraternité) zu schaffen. Der König wurde hingerichtet, in Frankreich wurde die Republik ausgerufen und eine Art demokratischer Regierung wurde errichtet. In den darauf folgenden Wirren, die unter anderem durch die Kriegserklärungen der meisten europäischen Monarchien ausgelöst wurden, übernahm General Napoleon Bonaparte nach dem Staatsstreich des 18. Brumaire VIII die Macht. Die Trennung von Exekutive und Legislative, also die Gewaltenteilung zwischen Gesetzgebung und Kontrolle, wurde nun in Frankreich vollzogen und war der Anfang vom Ende des Feudalismus in ganz Europa. Um ein Übergreifen der Französischen Revolution sowie Veränderungen des Machtgefüges in Europa zu verhindern, nahmen am Ende des 18. Jahrhunderts die Koalitionskriege ihren Anfang.

## 19. Jahrhundert

Europa nach dem Wiener Kongress 1815

In den zahlreichen Kriegen des napoleonischen Zeitalters besiegte Napoleon mehrmals den habsburgischen Kaiser des Heiligen Römischen Reiches, der 1804 den Titel eines „Kaisers von Österreich“ annahm und nach der Bildung des sogenannten Rheinbundes 1806 die römisch-deutsche Kaiserkrone niederlegte, was das Ende des Heiligen Römischen Reiches als Staatswesen bedeutete. Auch Russland wurde mehrfach von Napoleon militärisch besiegt und Preußen erlitt 1806/07 ebenfalls eine schwere Niederlage. Napoleon errichtete zeitweilig erneut einen polnischen Staat in Form des Herzogtums Warschau, das im ausgehenden 18. Jahrhundert von Preußen, Österreich und Russland vernichtet worden war. 1804 ließ er sich zum französischen Kaiser ernennen. 1815 wurde er endgültig bei Waterloo geschlagen.
Nach der Niederlage Frankreichs versuchten die anderen europäischen Mächte beim Wiener Kongress von 1814/1815 unter Federführung des österreichischen Staatskanzlers Fürst von Metternich und in der Zeit des Vormärz zwischen 1815 und 1848, mit Hilfe von Restaurationsmaßnahmen die Situation vor 1789 wiederherzustellen. Sie waren jedoch längerfristig nicht in der Lage, die Ausbreitung der revolutionären Bewegungen aufzuhalten. Die Bürgerschicht war stark von den demokratischen Idealen der Französischen Revolution beeinflusst. Außerdem brachte die industrielle Revolution im Lauf des 19. Jahrhunderts tiefgreifende wirtschaftliche und soziale Veränderungen mit sich. Die Arbeiterklasse wurde zunehmend von sozialistischen, kommunistischen und anarchistischen Ideen beeinflusst, besonders von den Theorien, die von Karl Marx im Kommunistischen Manifest 1848 zusammengefasst worden waren. Weitere Destabilisierung kam durch die Gründung nationalistischer Bewegungen unter anderem in Deutschland, Italien und Polen, die die nationale Einheit und/oder die Befreiung von Fremdherrschaft forderten. Als Folge dieser Entwicklungen gab es in der Zeit zwischen 1815 und 1871 eine große Anzahl von Umstürzen und Unabhängigkeitskriegen, etwa die Revolutionsbewegungen von 1830 und 1848/49. Auch wenn die Revolutionäre oft besiegt wurden, hatten die meisten Staaten bis 1871 eine Verfassung erhalten und wurden nicht mehr absolutistisch regiert. Deutschland wurde 1871 nach den drei Einigungskriegen (1864 Deutsch-Dänischer Krieg, 1866 Deutscher Krieg gegen Österreich und 1870/1871 Deutsch-Französischer Krieg) im Schloss Versailles zum Deutschen Kaiserreich unter Kaiser Wilhelm I. ausgerufen. Dessen Politik wurde bis 1890 wesentlich von dem preußischen Ministerpräsidenten und Reichskanzler Otto von Bismarck bestimmt, siehe dazu auch Bündnispolitik Otto von Bismarcks.

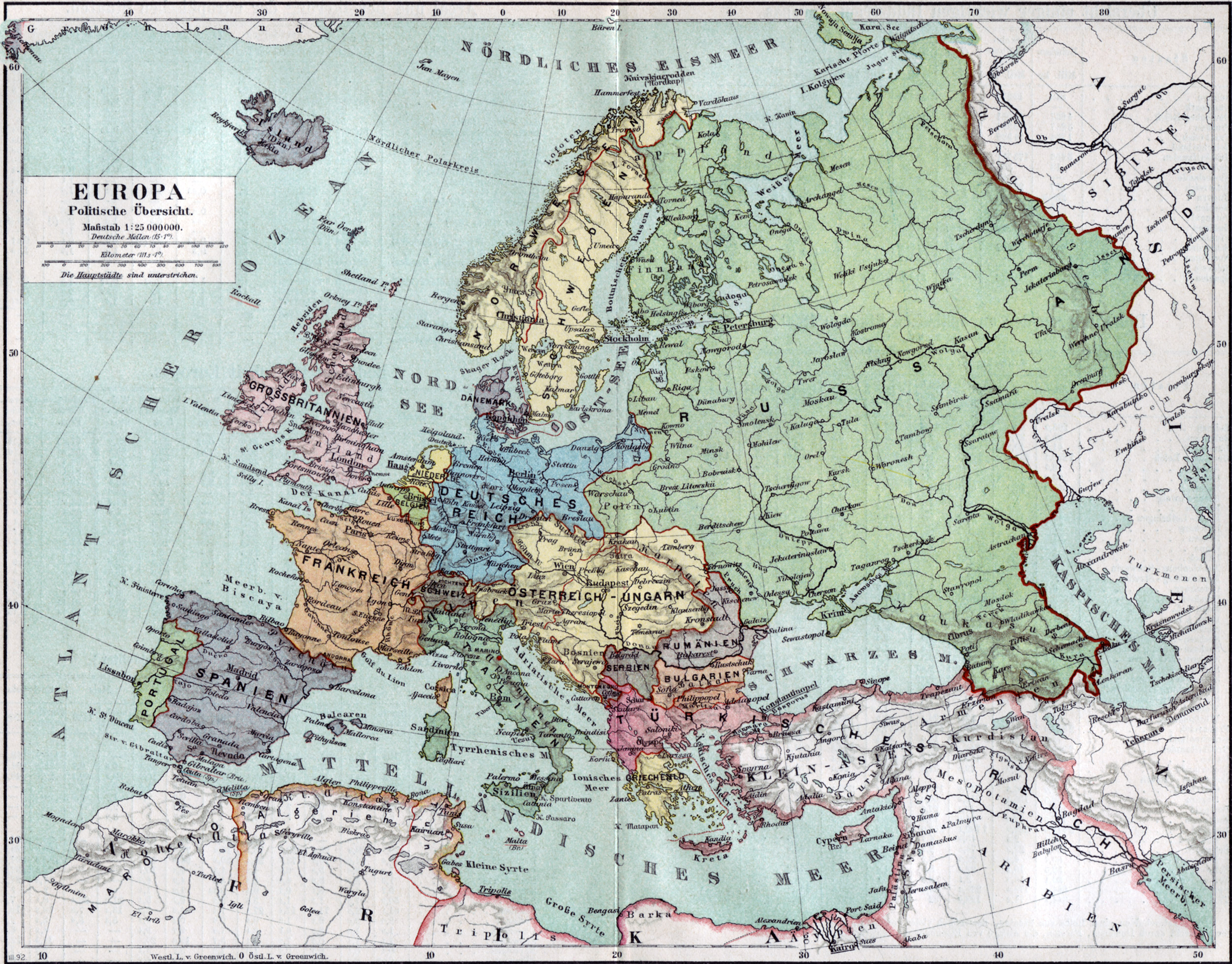
Europa im Jahr 1890

Ähnlich wie in Deutschland wurde nach dem Scheitern der demokratisch und liberal gesinnten Revolutionen und Unabhängigkeitsbewegungen in den italienischen Fürstentümern die italienische Einigung durchgesetzt. Nach drei Unabhängigkeitskriegen gegen Österreich entstand der italienische Nationalstaat als Königreich Italien unter sardischer Führung. 1861 wurde der sardinische König Viktor Emanuel II. zum italienischen König proklamiert. Sein Ministerpräsident Camillo Benso Graf von Cavour spielte für Sardinien-Piemont und Italien eine ähnliche Rolle wie Bismarck für Preußen und das Deutsche Reich. In Frankreich kam es nach dem Sturz von Kaiser Napoleon III. als Folge der französischen Niederlage im Krieg gegen Preußen und die anderen deutschen Staaten zur Ausrufung der Dritten Französischen Republik. Im Verlauf der Umwälzungen in Frankreich hatten sich 1871 die Pariser Bürger und Arbeiter gegen die preußenfreundliche Politik der jungen Republik erhoben und die Pariser Kommune gegründet. Sie gilt als der erste sozialistisch-kommunistische Revolutionsversuch, wurde aber schon nach wenigen Wochen blutig niedergeschlagen. Die letzten Jahrzehnte des 19. Jahrhunderts wurden durch eine zunehmende wirtschaftliche und machtpolitische Konkurrenz der Großmächte Zentraleuropas, insbesondere des Deutschen Reiches, Frankreichs und Großbritanniens bestimmt. Diese Konkurrenz führte unter anderem zu einer verstärkten Militarisierung der jeweiligen Gesellschaften, einem Rüstungswettlauf, dem „Wettlauf um Afrika“ und Asien („Great Game“) und zu einem Höhepunkt des Imperialismus und Nationalismus. Diese Entwicklungen führten langfristig, insbesondere nach der Auflösung des bismarckschen Bündnissystems unter Kaiser Wilhelm II., das bis 1890 für eine gewisse zwischenstaatliche Stabilität gesorgt hatte, zum Ersten Weltkrieg.

## Frühes 20. Jahrhundert: Weltkriege

Europa am Vorabend des Ersten Weltkriegs 1914

Das 20. Jahrhundert brachte dramatische Veränderungen des Machtgefüges innerhalb Europas und den Verlust seiner kulturellen und wirtschaftlichen Dominanz über die anderen Kontinente mit sich.
Schon während der Belle Époque eskalierten die Rivalitäten der europäischen Mächte, bis 1914 der Erste Weltkrieg ausgelöst wurde. Den Mittelmächten Deutschland, Österreich-Ungarn, Osmanisches Reich und Bulgarien stand die Entente gegenüber, bestehend aus Frankreich, Großbritannien und Russland, die 1915 durch Italien und 1917 durch die USA und noch weitere Staaten verstärkt wurden. Trotz der Niederlage Russlands 1917 siegte Ende 1918 die Entente. Der Krieg war eine der Hauptursachen für die Oktoberrevolution, die zur Gründung der Sowjetunion führte.
Im Friedensvertrag von Versailles erlegten die Sieger Deutschland harte Bedingungen auf, worauf in den weiteren Pariser Vorortverträgen auf dem Gebiet des vormaligen österreichisch-ungarischen Reiches statt des Vielvölkerstaates eine Reihe neuer Staaten wie Österreich, Ungarn, Polen, die Tschechoslowakei und Jugoslawien geschaffen wurden, mit dem theoretischen Ziel, die Selbstbestimmung der Völker zu fördern. In den folgenden Jahrzehnten führten die Angst vor dem Kommunismus und die Weltwirtschaftskrise zur Machtübernahme autoritärer und totalitärer Regierungen: Faschisten in Italien (1922), Nationalsozialisten in Deutschland (1933), Franquisten in Spanien (nach Ende des Bürgerkriegs 1939) und auch in vielen anderen Ländern wie etwa in Ungarn.
Nachdem 1936 Deutschland und Japan über den Antikominternpakt zusammengefunden hatten, dem 1937 Italien beitrat und der 1940 im Dreimächtepakt durch militärische Kooperation ergänzt wurde, löste NS-Deutschland, ermutigt durch das Münchner Abkommen von 1938 und gestützt auf einen Nichtangriffspakt mit der Sowjetunion, am 1. September 1939 mit dem Überfall auf Polen den Zweiten Weltkrieg aus. Nach anfänglichen Erfolgen, unter anderem der Besetzung Polens, Frankreichs und des Balkans bis 1940, übernahm sich Deutschland durch den Krieg gegen die Sowjetunion und die Kriegserklärung an die USA zur Unterstützung Japans. Nach anfänglichen Erfolgen wurde die Wehrmacht im Dezember 1941 in der Schlacht um Moskau gestoppt und erlitt ein Jahr später eine entscheidende Niederlage in der Schlacht von Stalingrad. Die alliierten Streitkräfte siegten in Nordafrika in der ersten und zweiten Schlacht von El Alamein, besetzten ab 1943 Italien und eroberten 1944 mit der Operation Overlord Frankreich zurück. Im Frühjahr 1945 wurde Deutschland von Osten von den sowjetischen Truppen und von Westen her von den US-amerikanischen und britischen Truppen besetzt. Den einrückenden alliierten Soldaten bot sich vielerorts ein Bild des Grauens. In Tausenden von Konzentrations- und KZ-Außenlagern innerhalb Deutschlands und in den besetzten Gebieten waren Millionen Juden, Sinti und Roma, Sozialdemokraten, Kommunisten, Geistliche, Arbeitsunfähige, sowjetische Kriegsgefangene und polnische Zivilisten erschossen oder vergast worden, viele verhungerten oder starben an Krankheiten. Eine Woche nach dem Suizid Hitlers kam es zur bedingungslosen Kapitulation der Wehrmacht am 8. Mai 1945. Japan ergab sich im August 1945, nachdem die USA die Städte Hiroshima und Nagasaki mit Atombomben zerstört hatten.

## Vom Ende des Zweiten Weltkriegs bis zum Ende des Kalten Kriegs

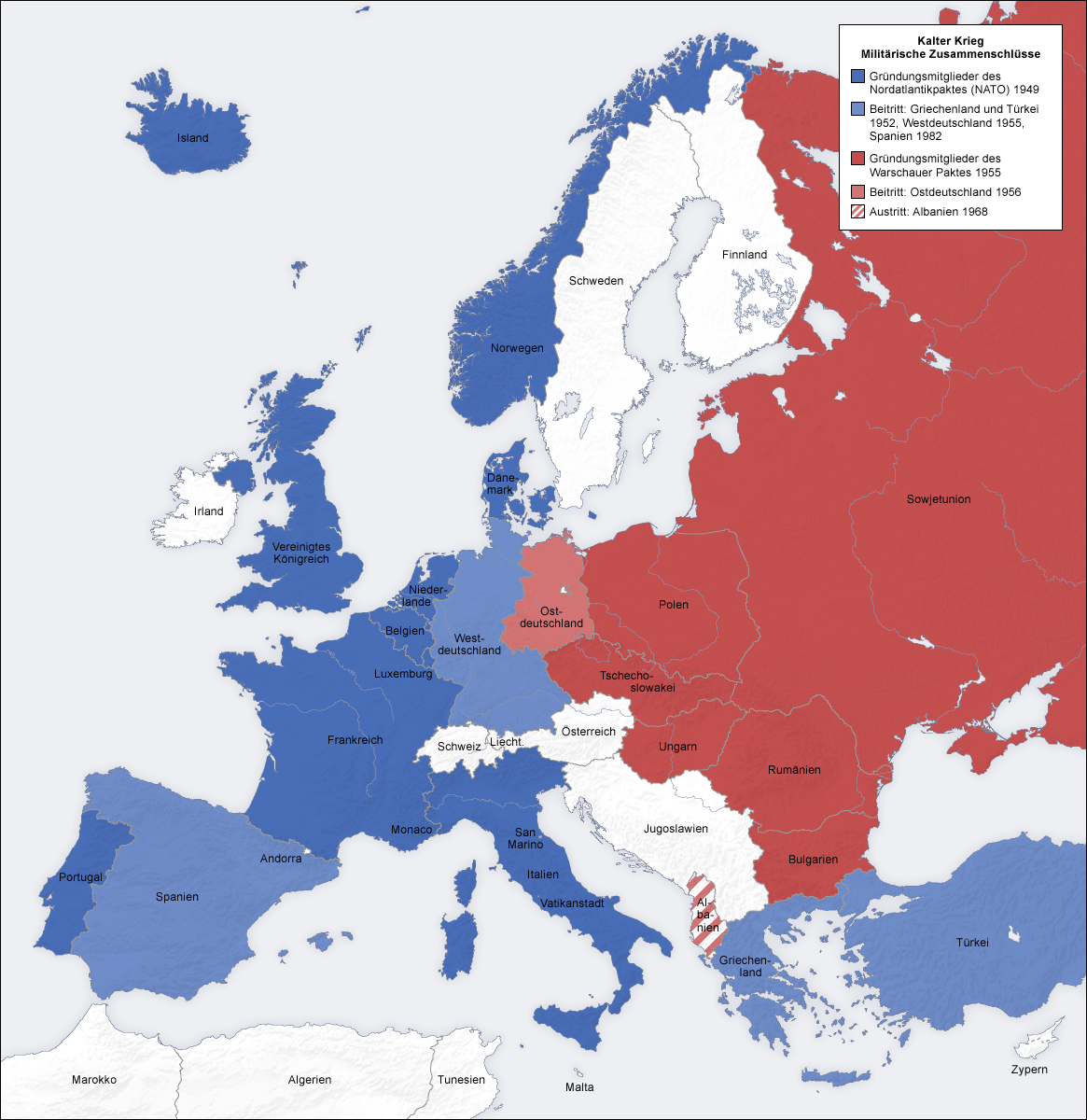
Militärbündnisse zu Zeiten des Kalten Kriegs

Die beiden Weltkriege, insbesondere der zweite, beendeten die herausragende Rolle Europas in der Welt. Die Landkarte Europas wurde neu gezeichnet, als der Kontinent das Hauptspannungsfeld im Kalten Krieg zwischen den neu entstandenen Supermächten, den kapitalistischen USA und der kommunistischen Sowjetunion, wurde. Der „Eiserne Vorhang“ bildete die Trennlinie zwischen der westlichen Welt und dem sowjetisch beherrschten Ostblock mit Polen, der Tschechoslowakei, Ungarn, Rumänien, Bulgarien und der DDR. Militärisch standen sich die von den USA geführte NATO und der sowjetisch kontrollierte Warschauer Pakt gegenüber.

Mitgliedstaaten und Beitrittskandidaten der EU

Von West- und Mitteleuropa ausgehend begann innerhalb der westlich orientierten Staaten ein Prozess wirtschaftlicher und politischer Integration: Von einer Montanunion aus entwickelte sich die Europäische Wirtschaftsgemeinschaft (1957), die nach dem Maastrichter Vertrag 1992 von der Europäischen Union abgelöst wurde.
In Osteuropa entwickelte sich in den kommunistischen Satellitenstaaten ein starkes Freiheitsbedürfnis, das trotz mancher Rückschläge (1956 in Ungarn, 1968 in der CSSR) nach einer Schwächung der Sowjetunion aufgrund von wirtschaftspolitischen Fehlern und einer Überlastung durch den Rüstungswettlauf schließlich zum Ende der Teilung Europas führte. Der Ostblock löste sich nach dem Fall des Eisernen Vorhanges ab dem Herbst 1989 auf, gefolgt vom Zerfall der Sowjetunion bis Ende 1991 und der Auflösung Jugoslawiens ab 1991. Der Eiserne Vorhang, der den europäischen Kontinent im Rahmen des Kalten Kriegs in zwei vollständig getrennte Blöcke geteilt hatte, wurde beseitigt. In der DDR führten Wende und friedliche Revolution zum Ende der SED-Regierung und mündeten in die deutsche Wiedervereinigung. Infolge des Machtverlustes der kommunistischen Regime in Osteuropa, der Beseitigung des Eisernen Vorhanges und der Auflösung der Sowjetunion im Jahr 1991 kam es einerseits zur Bildung eine Reihe neuer Staaten in Osteuropa und anderseits zur Erweiterung der Europäischen Union.

## Nach der Auflösung des Warschauer Paktes
Zunächst erschien es so, als können die Beendigung des Kalten Kriegs und die Auflösung der Blöcke aufgrund allgemeiner Abrüstung zu einer Friedensdividende und zu weitreichender Demokratisierung führen. Es herrschte in der Mehrzahl der europäischen Staaten weitgehende Einigkeit darüber, dass die wirtschaftliche Entwicklung von Deregulierung und Globalisierung geprägt sein sollte. Der Washington Consensus von 1990 und der Umbau des GATT in die WTO mit stärkeren Kompetenzen sollte einen Zollabbau erzwingen. Andererseits entstand Kritik an dieser Politik durch Attac (1998 gegründet) oder etwa den Wirtschaftsnobelpreisträger Joseph E. Stiglitz in Die Schatten der Globalisierung (2002). Das Auseinanderbrechen Jugoslawiens und mehr noch die Terroranschläge am 11. September 2001 in den USA durch al-Qaida beendeten diese Friedenshoffnung. Es kam zu Terroranschlägen auch in Europa: in Madrid (2004) und in London (2005).
Russland kehrte unter Gorbatschows Nachfolger Boris Jelzin zu einer nationalistischeren Politik zurück. Wirtschaftsführer bereicherten sich unverhältnismäßig, während ein großer Teil der Bevölkerung verarmte. Ab 2000 setzte Wladimir Putin mit diktatorischen Methoden die staatliche Autorität wieder durch, doch bei dem inneren Konflikt mit Tschetschenien ließ er schwere Menschenrechtsverletzungen zu. Beim Kaukasuskrieg 2008 trat Russland deutlich als Hegemonialmacht auf.
Die europäische Integration machte weiterhin Fortschritte durch die Einführung einer gemeinsamen Währung, des Euro, in mittlerweile 20 Ländern der Europäischen Union und durch die Erweiterung der Europäischen Union um Polen, Tschechien, die Slowakei, Ungarn, Estland, Lettland, Litauen, Slowenien, Malta und die Republik Zypern am 1. Mai 2004 sowie um Bulgarien und Rumänien am 1. Januar 2007. Mit dem Vertrag von Lissabon von 2009 (unterzeichnet 2007, endgültig ratifiziert 1. Dezember 2009) wurde die Struktur an die neue Situation angepasst, nachdem ein Verfassungsvertrag 2005 an Negativvoten bei Volksabstimmungen in Frankreich und den Niederlanden gescheitert war.
2009 geriet Griechenland im Zuge der Weltfinanzkrise wegen seiner hohen Schulden in eine schwere Finanzkrise, die sich 2010 zur Eurokrise entwickelte, gegen die ein Europäischer Stabilitätsmechanismus entwickelt wurde. Dieser verhinderte mit immer neuen Maßnahmen eine Katastrophe, die grundsätzliche Krise konnte aber bislang nicht beendet werden. Von diesen Wirtschaftskrisen wurden auch Irland, Spanien, Portugal und Italien ergriffen. Während Irland in den Jahren 2012/2013 seine Wirtschaft stabilisieren konnte, sind die anderen Staaten, aber insbesondere Griechenland, nach wie vor hoch verschuldet.
Im März 2014 kam es parallel zu einer Revolution in der Ukraine zu einer Annexion der Halbinsel Krim, gesteuert durch Russland und unterstützt durch russisches Militär. Ein hastig improvisiertes Votum der Bevölkerung ergab nach den veröffentlichten Zahlen eine deutliche Mehrheit von mehr als 90 % für einen Anschluss an Russland – dies bei der Unmöglichkeit, sich für den Status quo auszusprechen. 100 Staaten der UNO verurteilten das Votum, welches nicht eine Basis für eine Statusänderung der Krim sein könne.
Mit dem Angriff der russischen Armee auf die unabhängige Ukraine am 24. Februar 2022 mündete der Ukraine-Konflikt in den Russisch-Ukrainischen Krieg.

## Historische Kulturregionen

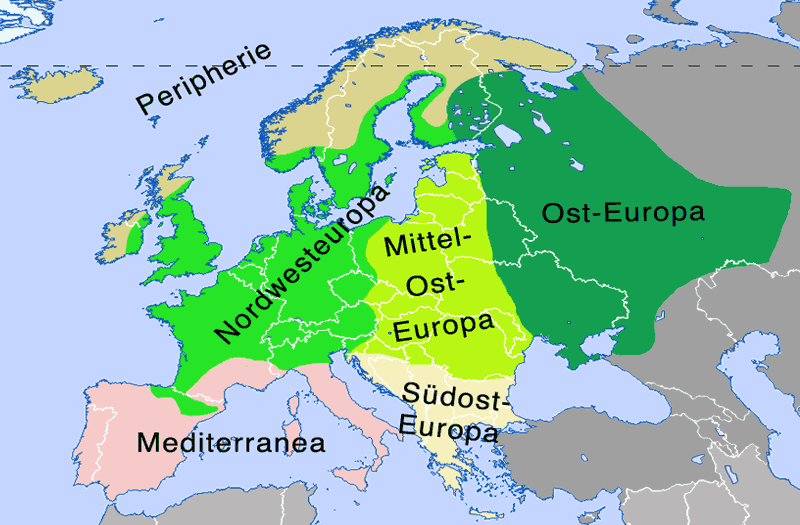
Historische Regionen

Im Gegensatz zu anderen Kontinenten, für die Anfang des 20. Jahrhunderts verschiedene Modelle zur Einteilung in Kulturkreise (veraltet) oder Kulturareale entwickelt wurden, blieb Europa aufgrund der enorm differenzierten Entwicklung und der Verschmelzung der Völker in Nationalstaaten lange Zeit außen vor. Erst seit der Arbeit des 1988 verstorbenen ungarischen Historikers Jenő Szűcs wird eine Einteilung auf Grundlage der „historischen Regionen Europas“ ernsthaft diskutiert.
Die Karte zeigt die Kulturareale, die Christian Giordano 2002 in Anlehnung an die „Weltsystem-Theorie“ von Immanuel Wallerstein vorgeschlagen hat, stellt jedoch einen von vielen subjektiven Vorschlägen zur Einteilung Europas in historische Kulturregionen dar.
vgl. Kulturareale in Europa nach Hunter und Whitten
| Historische Region | Historische Gemeinsamkeiten | Beispielstaaten                                                               |
| ------------------ | --- | ----------------------------------------------------------------------------- |
| Peripherie         | Abgelegene, marginale und dünn besiedelte Großräume, häufig Subsistenzwirtschaft                                                       | Island, Irland, Schottland und weite Teile Fennoskandinaviens                 |
| Nordwesteuropa     | Ursprung des Kapitalismus, der Industriegesellschaft und der modernen Demokratien                                                      | England, Belgien, Niederlande, Luxemburg, Frankreich, Deutschland, Schweiz    |
| Mittelosteuropa    | Rohstofflieferant für Nordwesteuropa, Feudalismus und Refeudalisierung, Leibeigenschaft, Latifundienlandwirtschaft und Adelsdemokratie | Polen, Rumänien, die Slowakei, Tschechien, Ungarn, Estland, Lettland, Litauen |
| Osteuropa          | Technologisch rückständige Agrarstaaten, Leibeigenschaft, Feudalismus und Refeudalisierung, „Nährboden“ des Kommunismus                | Russland, die Ukraine und Belarus                                             |
| Mediterranea       | Weströmische „Kulturnachfolger“, Aristokratie- und Latifundienlandwirtschaft                                                           | Italien, Portugal und Spanien                                                 |
| Südosteuropa       | Oströmische „Kulturnachfolger“, osmanisches Feudalsystem, oft Subsistenzwirtschaft                                                     | Albanien, Bulgarien, Griechenland und die Nachfolgestaaten Jugoslawiens       |

### Sammelwerke
- Handbuch der europäischen Geschichte. Hrsg. von Theodor Schieder. 7 Bände. Stuttgart 1968–1987.
- Handbuch der Geschichte Europas. Hrsg. von Peter Blickle. Zehn Bände, Stuttgart 2000 ff.
- Penguin History of Europe. Hrsg. von David Cannadine. London 2001 ff. [angelegt auf 8 Bände, noch nicht abgeschlossen]
- Propyläen Geschichte Europas. Sechs Bände, Berlin 1975 ff., ISBN 3-549-05529-3 (mehrere Nachdrucke).
- C.H. Beck Geschichte Europas. C. H. Beck, München 2010 ff. [derzeit acht Bände erschienen, noch nicht abgeschlossen]

### Einzelwerke
- Norman Davies: Europe. A History. Oxford 1996.
- Norman Davies: Verschwundene Reiche. Die Geschichte des vergessenen Europa. London 2011, ISBN 978-3-8062-2758-1 (E-Book: ISBN 978-3-8062-2511-2, Titel der engl. Originalausgabe: Vanished Kingdoms – The History of Half Forgotten Europe. London 2011, Rezension).
- Frédéric Delouche (Hrsg.): Das europäische Geschichtsbuch. Von den Anfängen bis ins 21. Jahrhundert. 3. Auflage, Klett-Cotta, Stuttgart 2018, ISBN 978-3-608-96257-4.
- Matthias von Hellfeld: Von Anfang an Europa. Die Geschichte unseres Kontinents. Herder, Freiburg im Breisgau 2019, ISBN 978-3-451-38552-0.
- Tony Judt: Postwar. A History of Europe Since 1945. Penguin Press, New York u. a. 2005, ISBN 1-59420-065-3.
  - dt.: Die Geschichte Europas von 1945 bis zur Gegenwart. Hanser, München/Wien 2006, ISBN 3-446-20777-5.
- Henry de Lumley: La grande histoire des premiers hommes européens. Odile Jacob, Paris 2009, ISBN 978-2-7381-2386-2.
- Fritz Mitthof, Peter Schreiner, Oliver Jens Schmitt (Hrsg.): Handbuch zur Geschichte Südosteuropas. Band 1: Herrschaft und Politik in Südosteuropa von der römischen Antike bis 1300. de Gruyter, Berlin/Boston 2019.
- Klaus Oschema: Bilder von Europa im Mittelalter (= Mittelalter-Forschungen. Bd. 43). Thorbecke, Ostfildern 2013.
- Hermann Parzinger: Die Kinder des Prometheus. Eine Geschichte der Menschheit vor der Erfindung der Schrift. 5., durchgesehene Aufl. C. H. Beck, München 2016, ISBN 978-3-406-66657-5.
- Klaus Kiran Patel: Transnationale Geschichte, in: Europäische Geschichte Online, hrsg. vom Institut für Europäische Geschichte (Mainz), 2010, Zugriff am 4. März 2021 (PDF).
- Almut-Barbara Renger, Roland Alexander Ißler (Hrsg.): Europa – Stier und Sternenkranz. Von der Union mit Zeus zum Staatenverbund. V&R unipress, Göttingen 2009 (Gründungsmythen Europas in Literatur, Musik und Kunst 1), ISBN 978-3-89971-566-8.
- Michael Salewski: Geschichte Europas. Staaten und Nationen von der Antike bis zur Gegenwart. Beck, München 2000 (Beck's Historische Bibliothek), ISBN 3-406-46168-9.
- Frithjof Benjamin Schenk: Mental Maps: Die kognitive Kartierung des Kontinents als Forschungsgegenstand der europäischen Geschichte, in: Europäische Geschichte Online, hrsg. vom Institut für Europäische Geschichte (Mainz), 2013, Zugriff am 4. März 2021 (PDF).
- Wolfgang Schmale: Eine transkulturelle Geschichte Europas – migrationsgeschichtliche Perspektiven, in: Europäische Geschichte Online, hrsg. vom Institut für Europäische Geschichte (Mainz), 2010, Zugriff am 4. März 2021 (PDF).
- Ferdinand Seibt: Die Begründung Europas. Ein Zwischenbericht über die letzten tausend Jahre. S. Fischer, Frankfurt am Main ²2002, ISBN 3-10-074421-7.
- Wolfgang Schmale: Geschichte Europas. Böhlau, Wien 2000, ISBN 3-205-99257-1.
- Bernd Schneidmüller: Grenzerfahrung und monarchische Ordnung: Europa 1200–1500. Beck, München 2011, ISBN 978-3-406-61357-9 (Rezension).
- Gerhard Schulz: Europa und der Globus. Staaten und Imperien seit dem Altertum. DVA, Stuttgart/München 2001, ISBN 3-421-05349-9.
- Brendan Simms: Kampf um Vorherrschaft. Eine deutsche Geschichte Europas 1453 bis heute. Deutsche Verlags-Anstalt, München 2014.
- Andreas Wirsching: Der Preis der Freiheit. Geschichte Europas in unserer Zeit. Beck, München 2012, ISBN 978-3-406-63252-5.